# Хат (пов'язка)

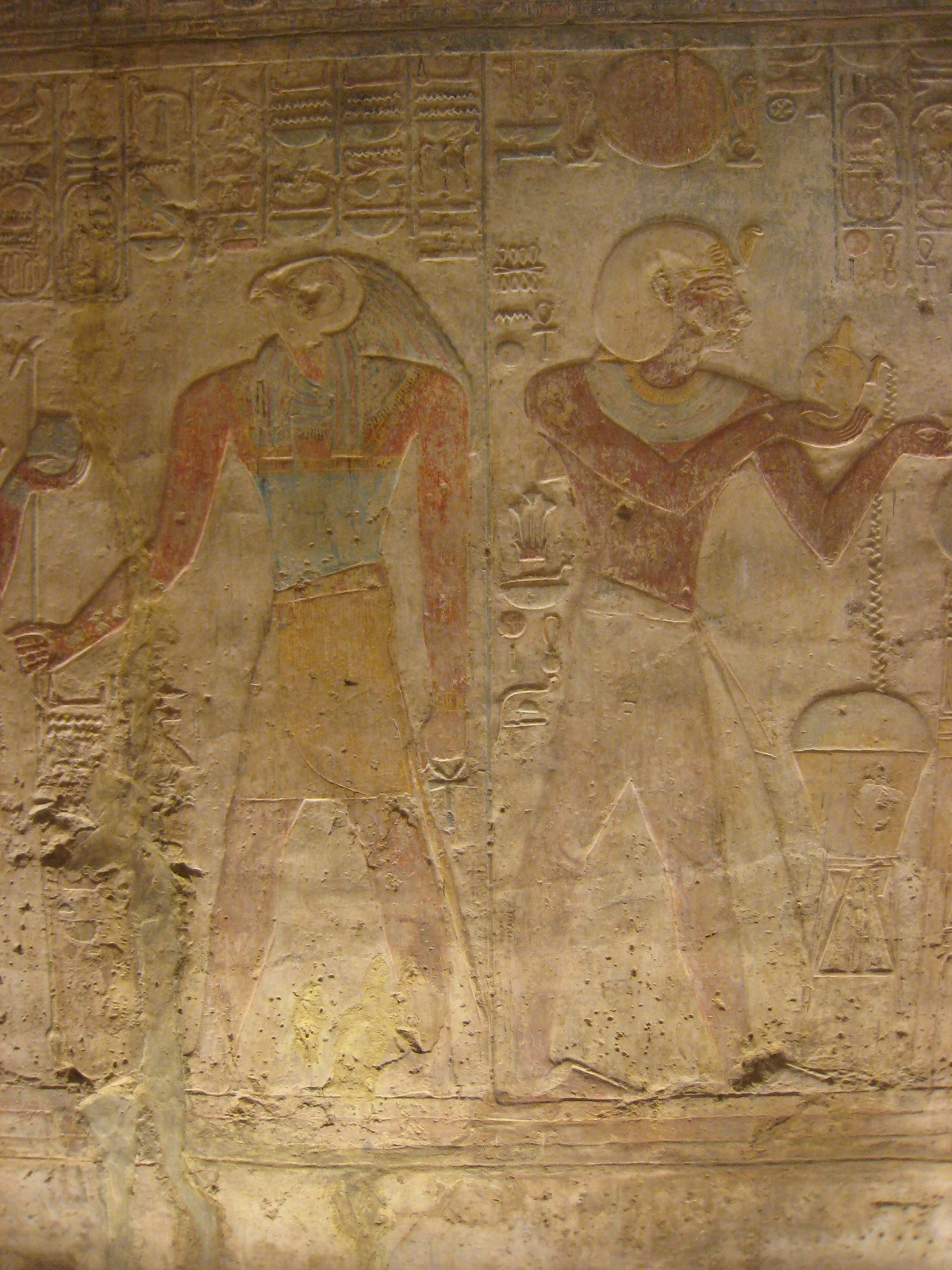
Фараон в пов'язці хат (праворуч) здійснює ритуальні узливання

Хат — давньоєгипетська пов'язка на голову. Носилася знаттю. За зовнішнім виглядом хат схожа на царський хустку Немес. Відмінність від хустки Немес в тому, що на хустці хат не було характерних смуг і були відсутні бічні фалди. У лобовій частині хустки кріпився урей. Археологами знайдені хати з льону.
Хат використовували при здійсненні ритуальних обрядів.
Найдавніше зображення хата відноситься до царювання фараона Дена (I династія). На уламку зі слонової кістки, знайденому в Абидосі, Ден, що розмахує булавою, зображений у хаті.

## Галерея

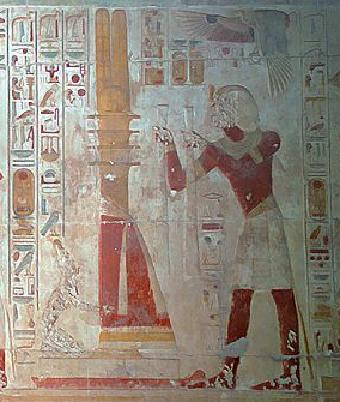
Сеті I в пов'язці хат перед колоною Джед
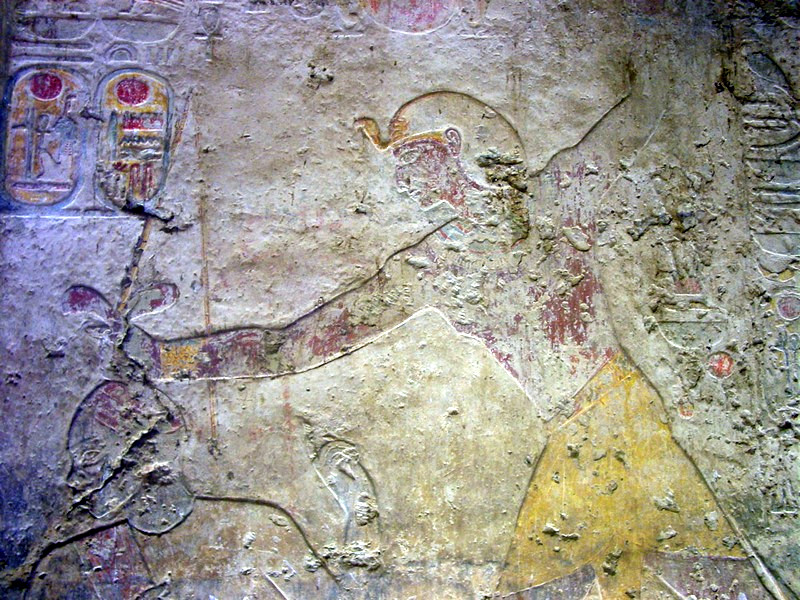
Рамсес II в пов'язці хат, що крушить ворогів. Фреска з храму Бейт ель-Валі[en]. Нубія.
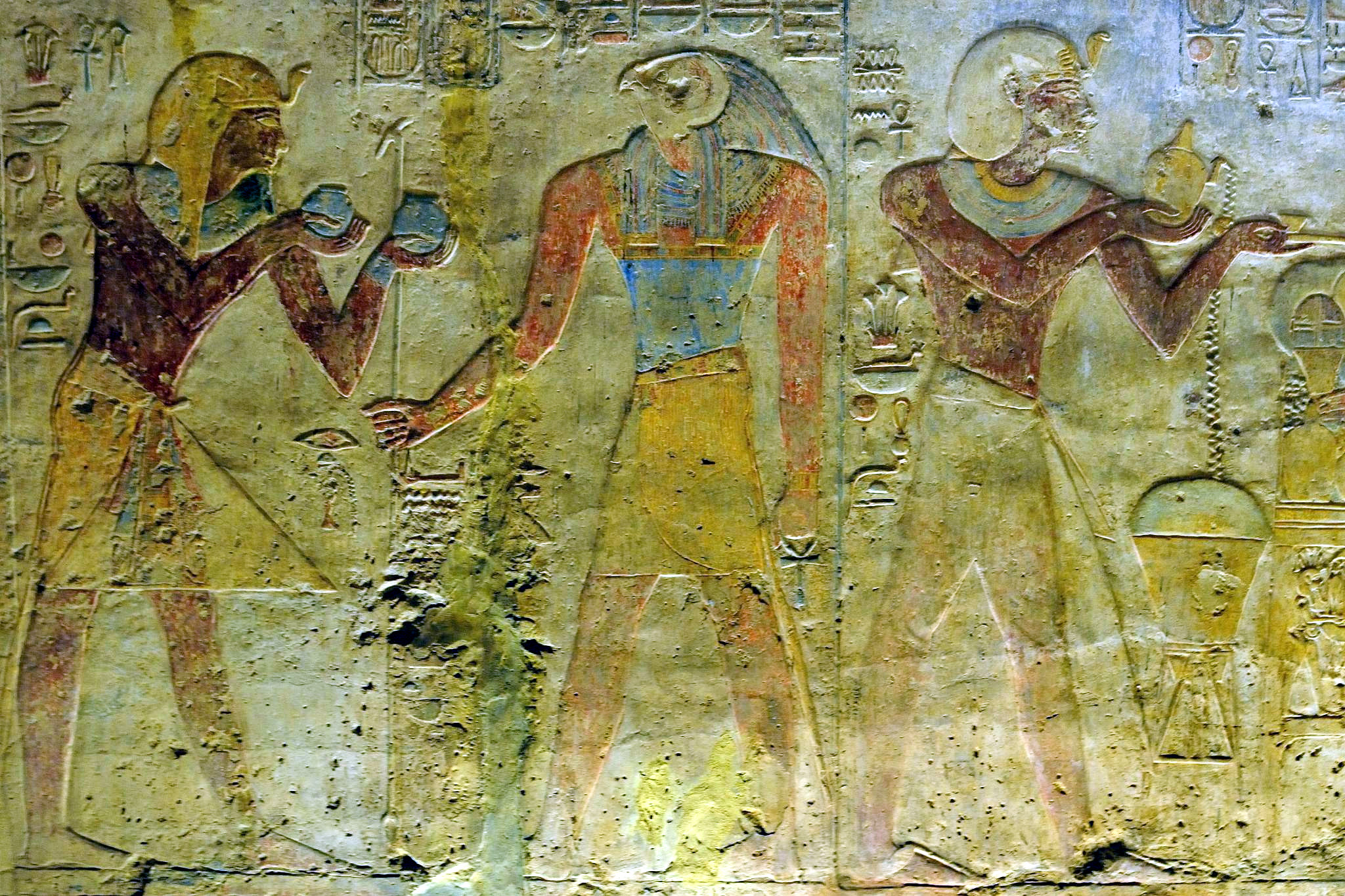
Рамсес II в пов'язці хат здійснює узливання. Фреска з храму Бейт ель-Валі.Біла корона хат
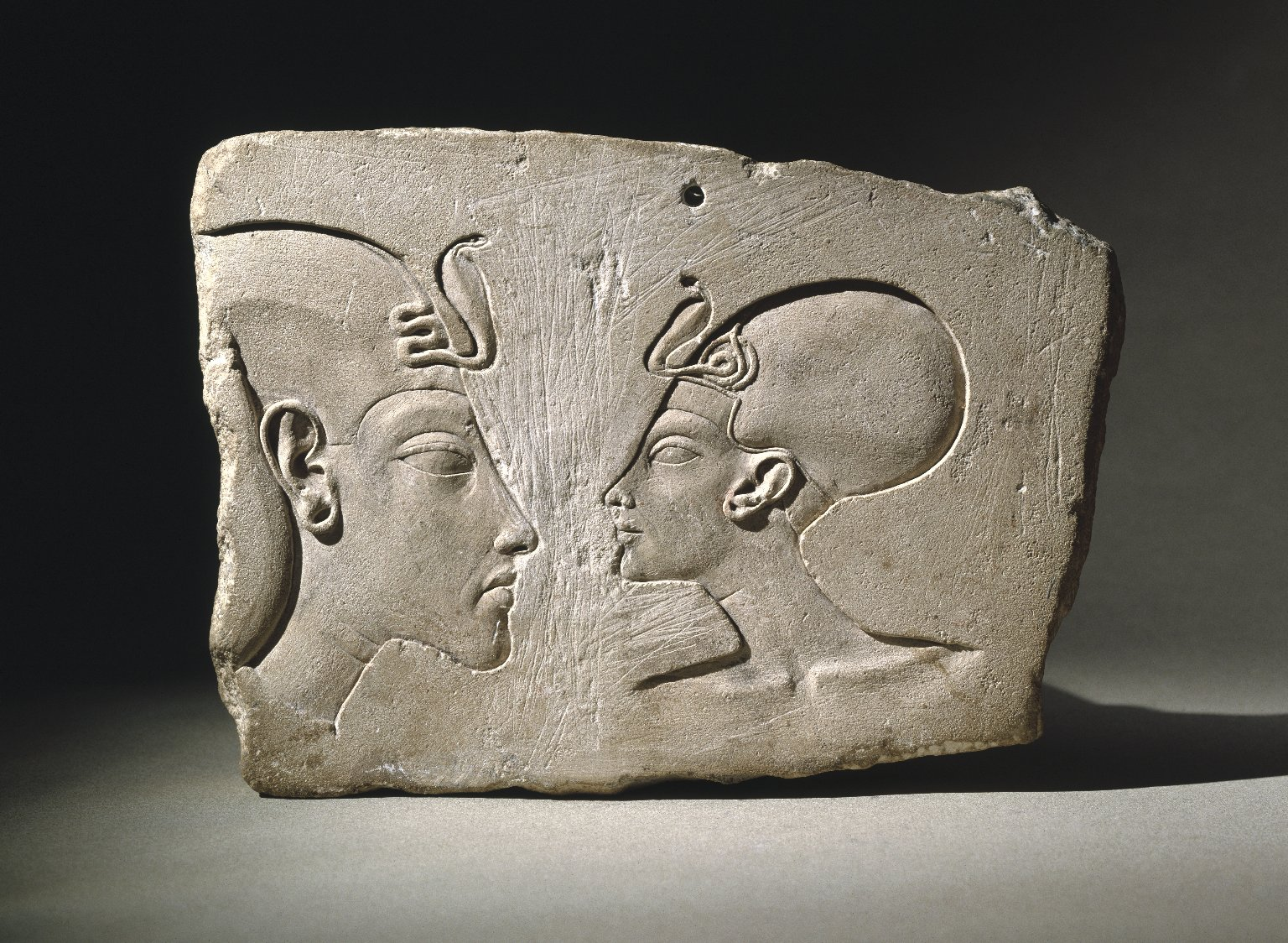
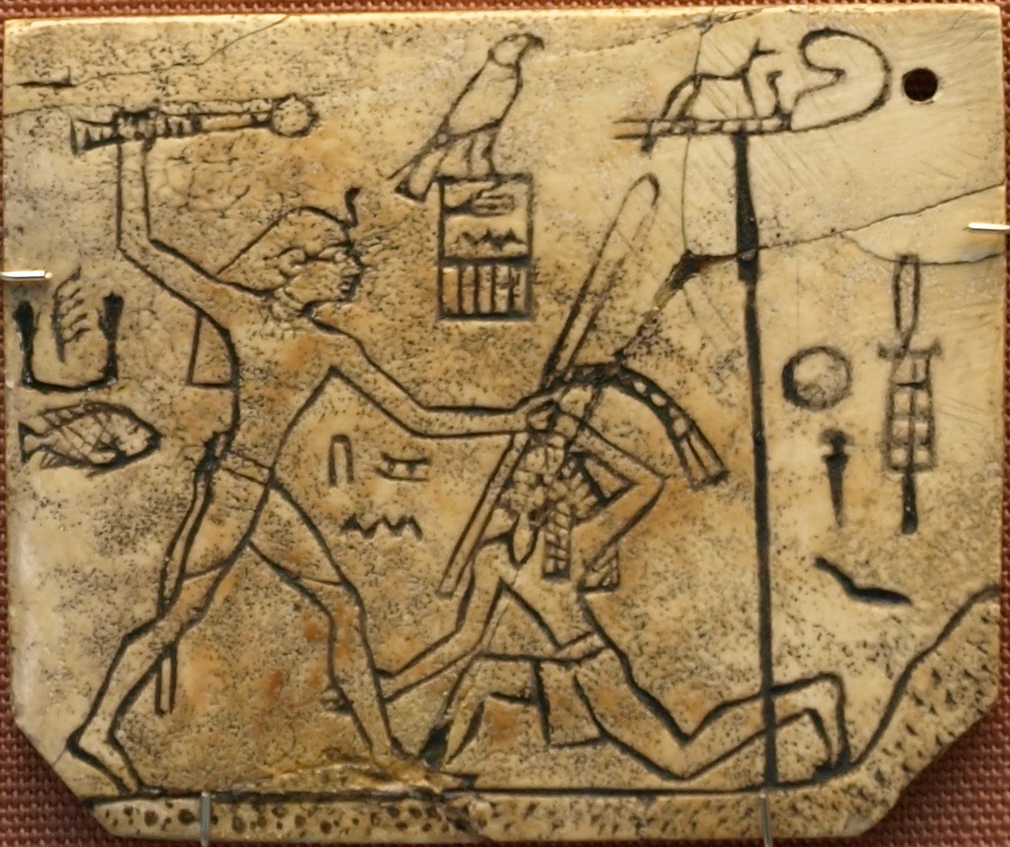
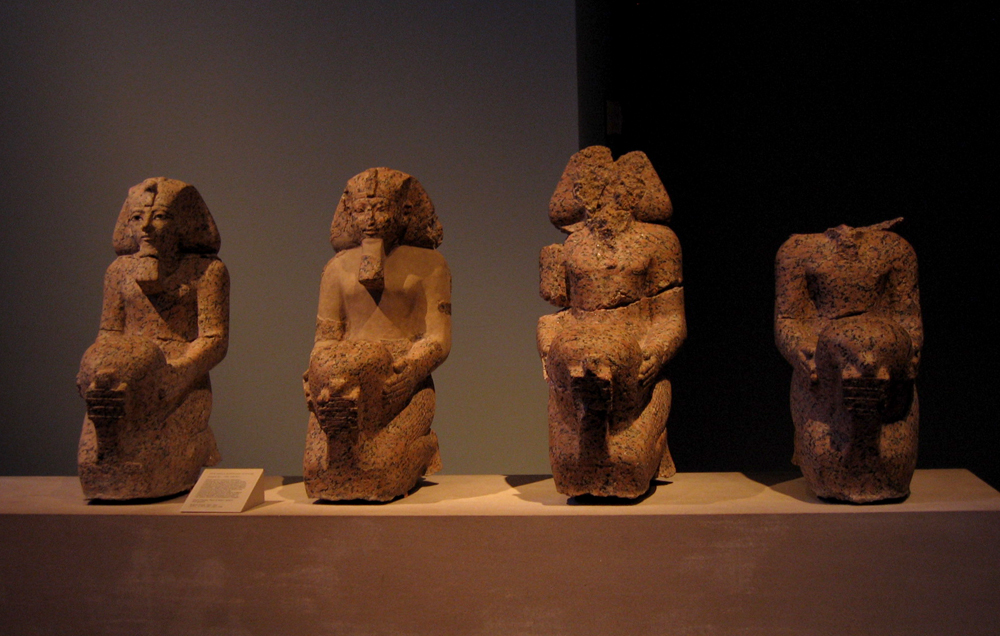